# Кастелло-дель-Аккуа
Касте́лло-дель-А́ккуа (итал. Castello dell'Acqua) — коммуна в Италии, в провинции Сондрио области Ломбардия.
Население составляет 700 человек (2008 г.), плотность населения составляет 54 чел./км². Занимает площадь 13 км². Почтовый индекс — 23030. Телефонный код — 0342.
Покровителем коммуны почитается святой архангел Михаил, празднование 29 сентября.

## Демография
Динамика населения:

## Администрация коммуны
- Официальный сайт: http://www.comune.castellodellacqua.so.it Архивная копия от 16 августа 2016 на Wayback Machine